# Astragalus shiroumensis
Astragalus shiroumensis är en ärtväxtart som beskrevs av Tomitaro Makino. Astragalus shiroumensis ingår i släktet vedlar, och familjen ärtväxter. Inga underarter finns listade i Catalogue of Life.